# Alejandro Vázquez del Mercado
Alejandro Vazquez del Mercado (Sombrerete, Zacatecas, 1844—Ciudad de México, 5 de mayo de 1923) fue un político y liberal mexicano.
Nació en Sombrerete, Zacatecas en 1844. Realizó sus estudios secundarios en Aguascalientes, dedicándose luego al comercio. Liberal; luchó contra la Intervención Francesa y el Imperio. Fue diputado al Congreso local en 1867, después Jefe Político de Rincón de Romos, diputado federal. En 1883 Jefe Político de Aguascalientes . En 1887 ocupó el gobierno del estado. Nuevamente gobernador de 1903 a 1907 y reelecto para terminar en 1911 dejó el poder el 27 de mayo de ese año, por renuncia que hizo ya triunfante la Revolución. fomentó el cultivo de la vid, protegió las artes, fundó hospicios para niños, estableció el alumbrado público, la instrucción fue fomentada y se expidieron varios códigos. Murió en la ciudad de México el 5 de mayo de 1923.